# Université de l'Illinois à Urbana-Champaign

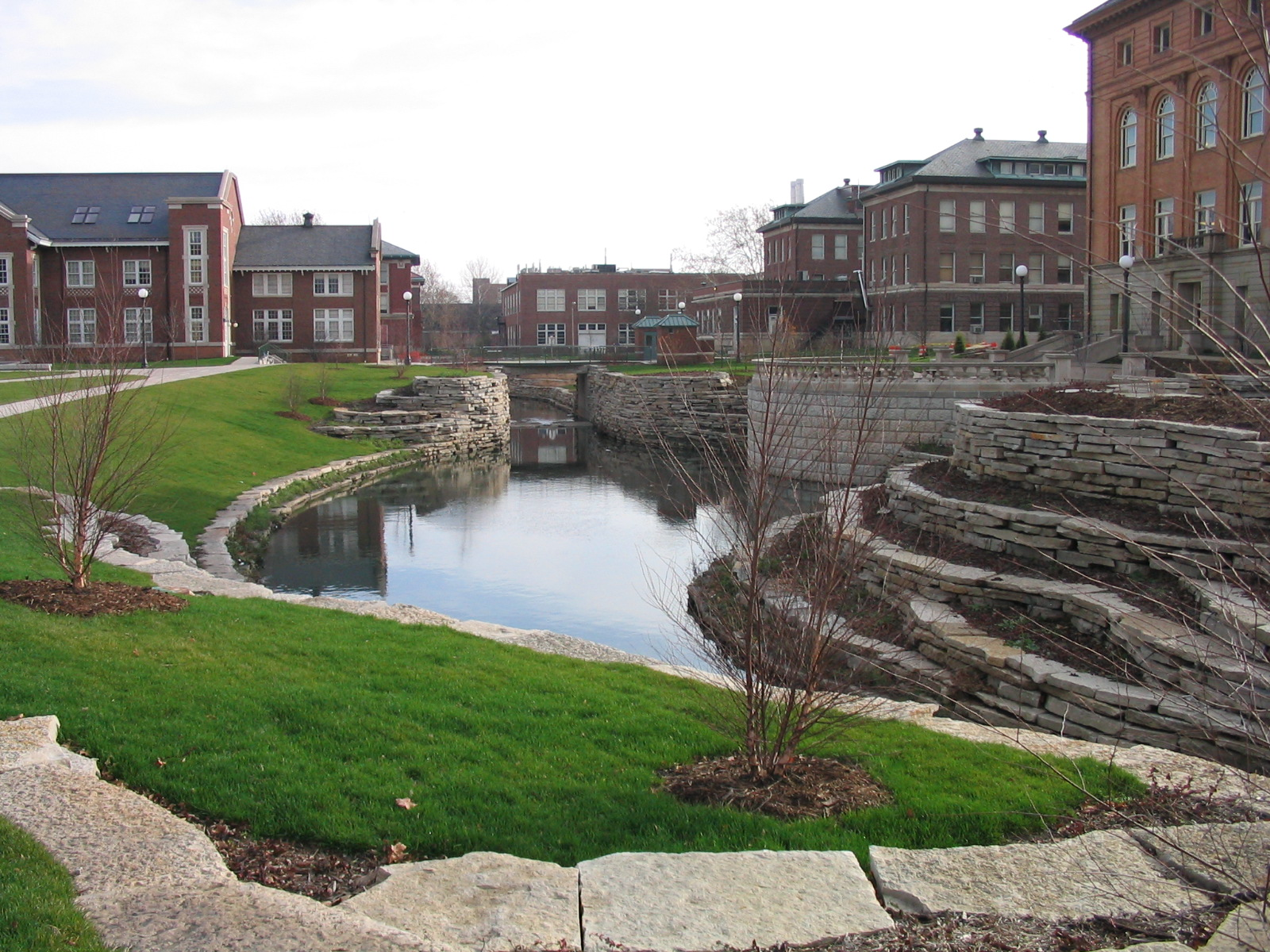
Sur le campus : Boneyard Creek.

L’université de l’Illinois à Urbana-Champaign (UIUC) est le campus principal de l’université de l’Illinois, établissement public situé dans les villes jumelles de Champaign et Urbana, à deux cents kilomètres au sud de Chicago. Elle ne doit pas être confondue avec l'université de l'Illinois à Chicago (UIC), un autre grand établissement du système de l'université de l'Illinois qui se situe à Chicago.
Fondée en 1867, l'université compte, en 2019, plus de 47 000 étudiants.

## Histoire
« Urbana-Champaign » est une grande université qui est classée parmi les plus prestigieuses mondialement par divers moyens de mesure, comme le Center for World University Rankings qui la place 22ème mondialement pour la période 2020-21. Le prix Nobel a été attribué à vingt-quatre membres de l'université de l'Illinois à Urbana-Champaign (incluant d'anciens étudiants, enseignants et chercheurs), dont John Bardeen, seul récipiendaire de deux prix Nobel de physique. L'université a également accueilli deux titulaires du prix Turing (équivalent à un prix Nobel dans le domaine de l'informatique) ainsi qu'un récipiendaire de la médaille Fields (récompense la plus prestigieuse en mathématiques, équivalente à un prix Nobel pour cette discipline). 
L'informatique est un domaine très réputé à Urbana-Champaign. En 2019, son programme d'informatique est classé cinquième de tous les États-Unis, rivalisant avec d'autres grandes écoles scientifiques comme le MIT ou Stanford. Il en est de même pour plusieurs autres programmes d'études en sciences, régulièrement classés parmi les meilleurs globalement, avec des domaines tels que la physique de la matière condensée, le génie civil ou le génie informatique, classés premier, deuxième et troisième du pays en 2019, respectivement. 
Dans le domaine sportif, les Fighting Illini de l'Illinois défendent les couleurs de l'université de l'Illinois à Urbana-Champaign.

## Personnalités liées à l'université

### Professeurs
- Nancy Davidson (1943-), artiste
- Laura Eisenstein, physicienne
- Lorella Jones, physicienne
- Yamuna Kachru, linguistique
- Esther Ngumbi, entomologiste

### Étudiants
- John Bardeen, prix Nobel de physique
- Barbara Crawford Johnson, ingénieure en aérospatiale
- Ernest R. House (1937-), universitaire spécialisé dans l'évaluation des politiques publiques et les politiques éducatives
- Sonia Sheridan (1925-2021), artiste américaine, pionnière de l'art numérique
- Lisa Wainwright (1960-), historienne de l'art